# Mario Ohlberger
Mario Ohlberger ist ein deutscher Mathematiker und Professor für Angewandte Mathematik.

## Leben
Nach dem Grundwehrdienst (1990–1991) studierte er von 1991 bis 1997 Mathematik an der TU Kaiserslautern und der Albert-Ludwigs-Universität Freiburg. Von 1997 bis 2002 war er wissenschaftlicher Mitarbeiter am Institut für Angewandte Mathematik der Universität Freiburg. Nach der Promotion (1997–2001) in Mathematik an der Albert-Ludwigs-Universität Freiburg war er 2003 Gastwissenschaftler am CSCAMM der University of Maryland. Von 2002 bis 2007 war er wissenschaftlicher Assistent in der Abteilung für Angewandte Mathematik der Universität Freiburg im Breisgau. Seit 2007 lehrt er als Professor (W3) für Angewandte Mathematik am Institut für Numerische und Angewandte Mathematik der Universität Münster. Seit 2019 ist er Sprecher des Exzellenzclusters „Mathematik Münster“.